# Epithyris
Epithyris is een geslacht van uitgestorven brachiopoden, dat leefde tijdens het Jura.

## Beschrijving
Deze 4,5 centimeter lange brachiopode kenmerkt zich door de bijna cirkelronde schelp met weinig sculptuur, uitgezonderd dunne groeistrepen, die naar de kleprand toe onderbroken en onduidelijker konden worden. De bolle steelklep eindigt in een teruggebogen, rechtopstaande wervel met een grote steelopening, die een duidelijke kraag bevat. De voorste gegolfde klepranden bezitten op de armklep twee welvingen en op de steelklep een overeenstemmende sulcus (verdiept gedeelte van het buitenoppervlak). De kam van deze welvingen kan of scherp of afgerond zijn. Dit geslacht bewoonde lagunes met betrekkelijk rustig water.